# 维尔顿圣殿

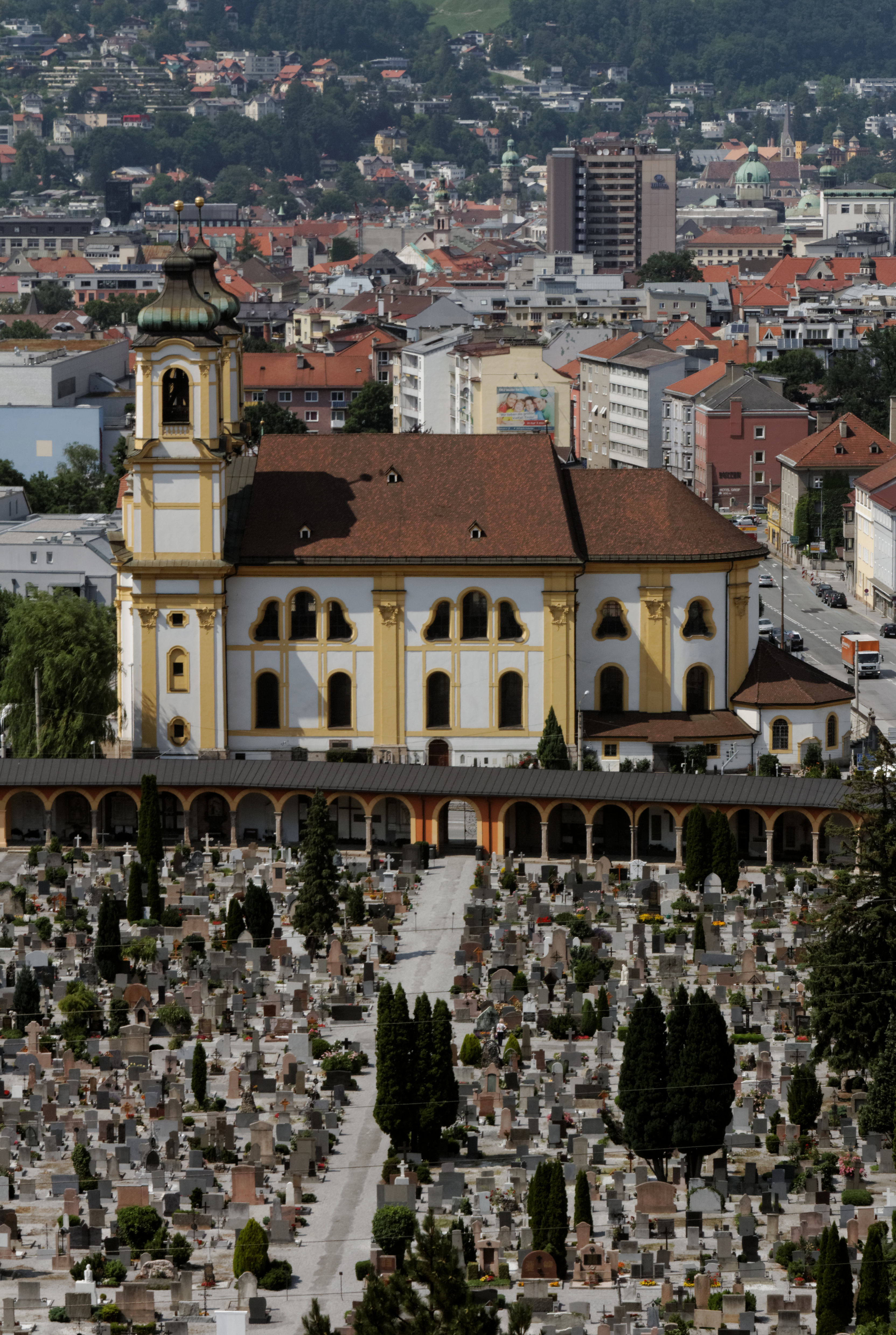
Wiltener Basilika

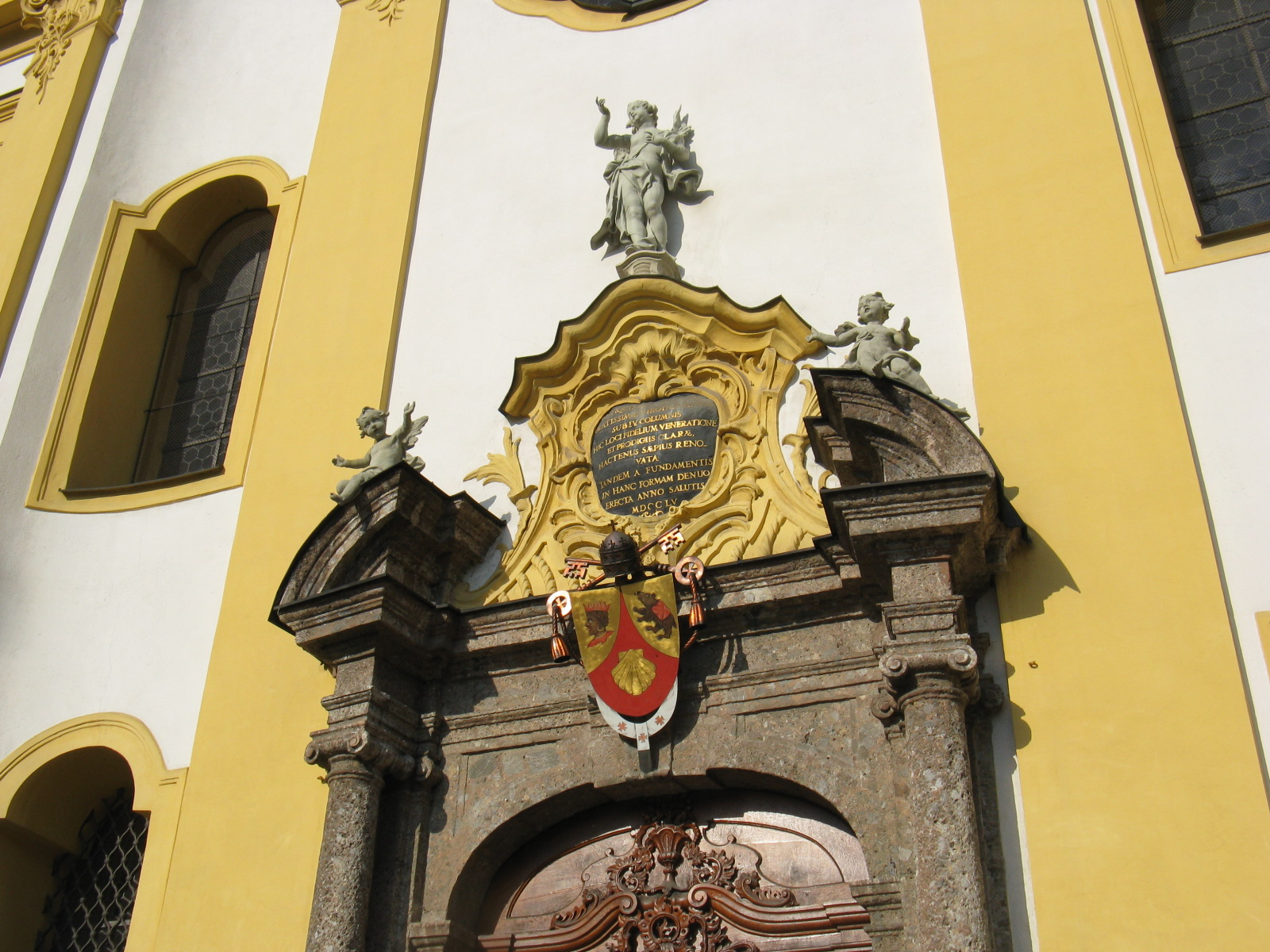
入口处本笃十六世的徽章

圣母无玷始胎圣殿（Basilika Unsere Liebe Frau von der unbefleckten Empfängnis），又称维尔顿圣殿（Wiltener Basilika），是一座罗马天主教的本堂区圣堂和朝圣教堂，位于因斯布鲁克维尔顿区。这是该地区最古老的教堂，也是因斯布鲁克城市的母堂区。1957年，教宗碧岳十二世将其升格为宗座圣殿。 
教堂内部装饰为洛可可式，色彩绚丽，使用大量黄金。天顶画描绘的是圣母圣诞场景。祭台有四个支柱，顶部是巨大的皇冠。圣母子雕像高约90厘米，用砂岩雕刻于14世纪上半叶，教堂因此得名。在教堂的巴洛克立面前是宽阔广泛美丽的广场。

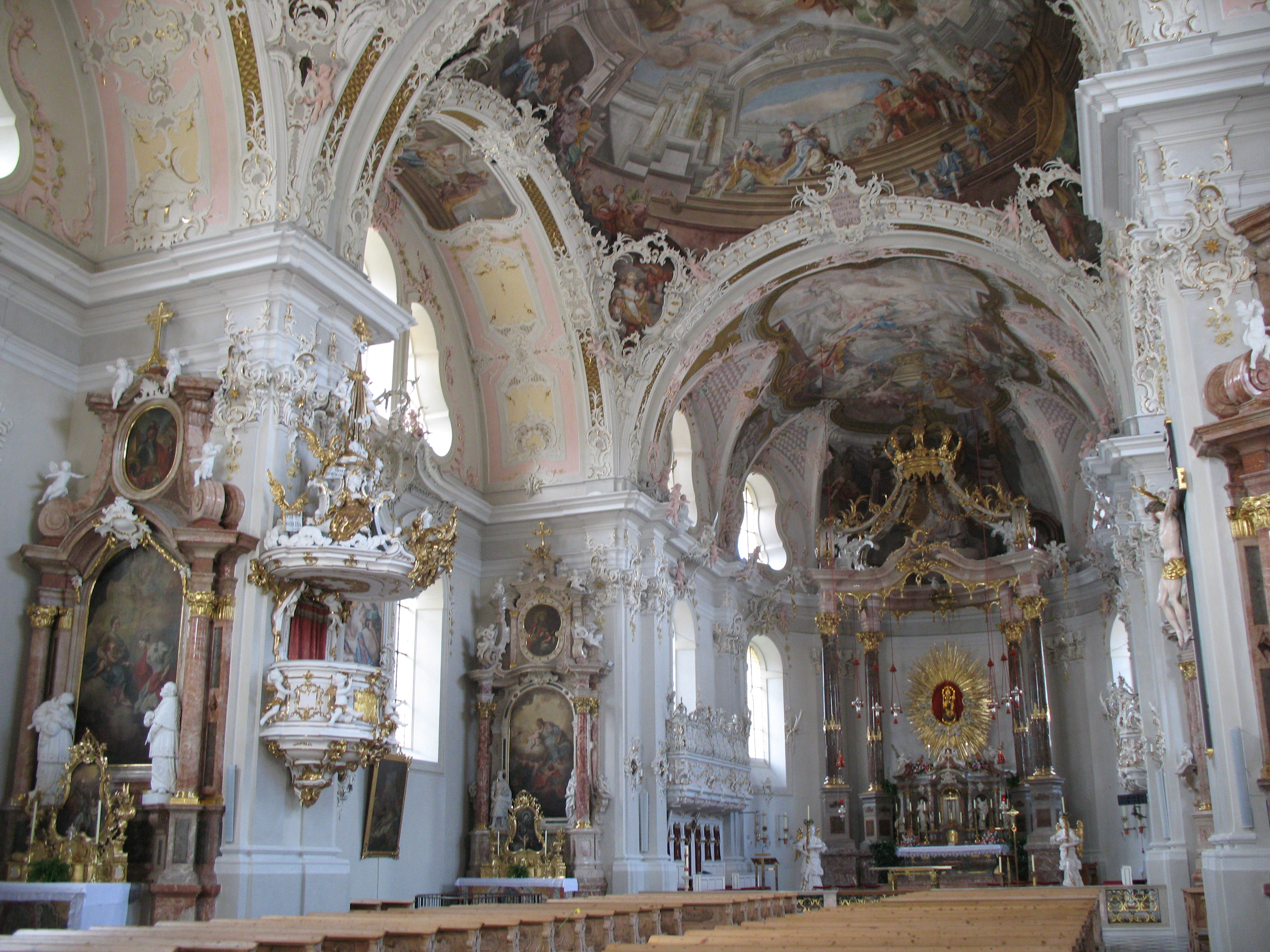
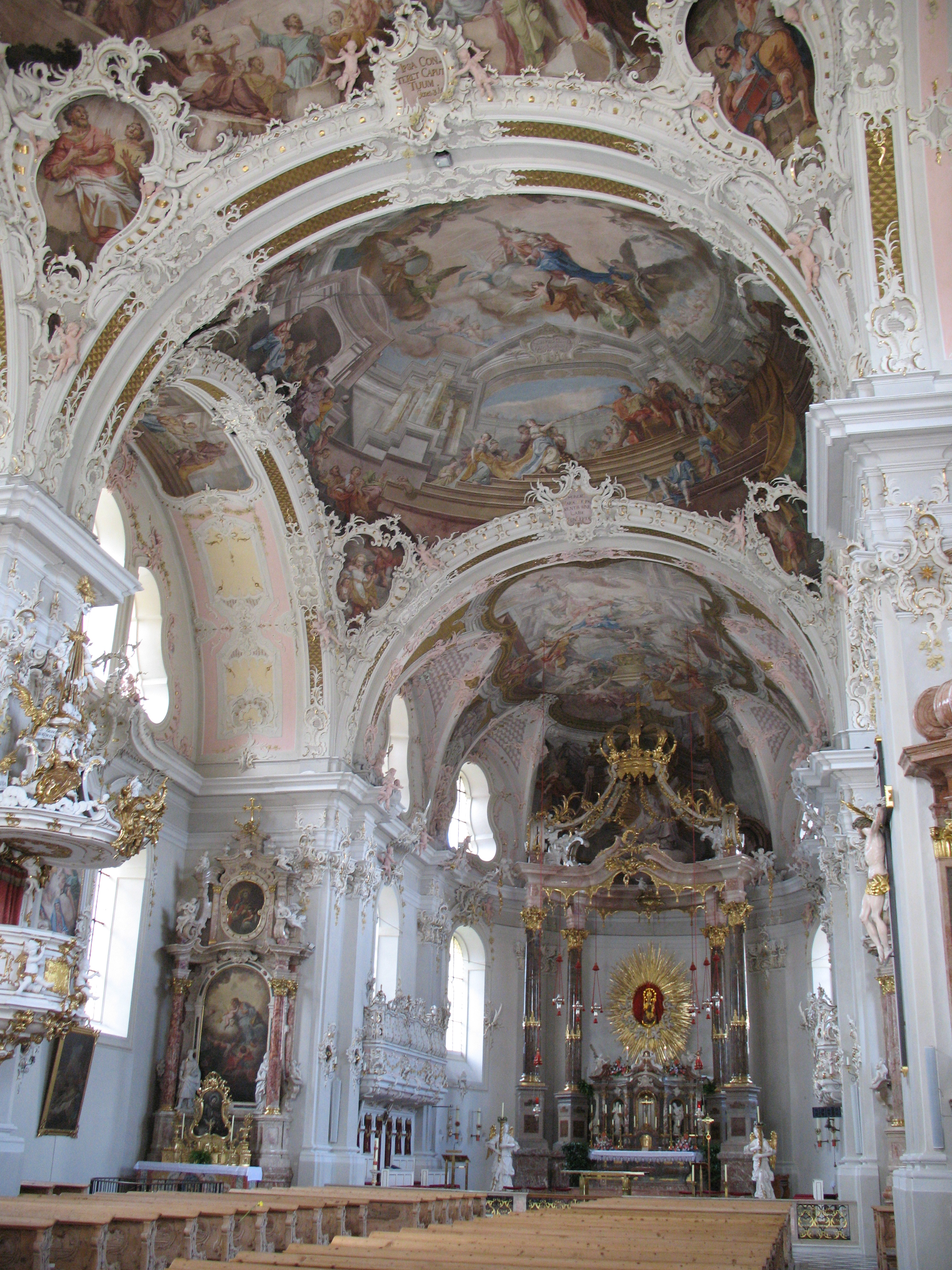
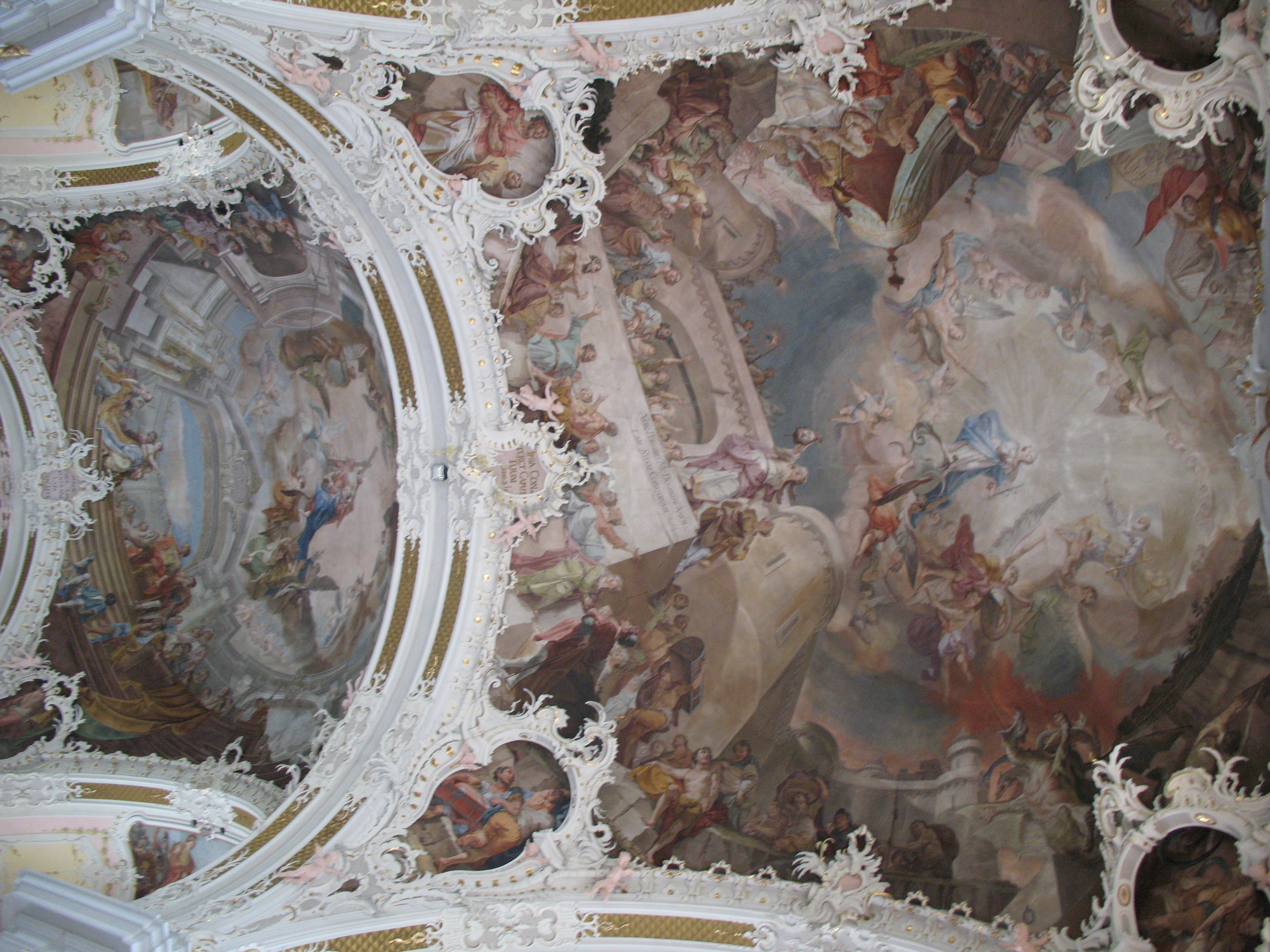
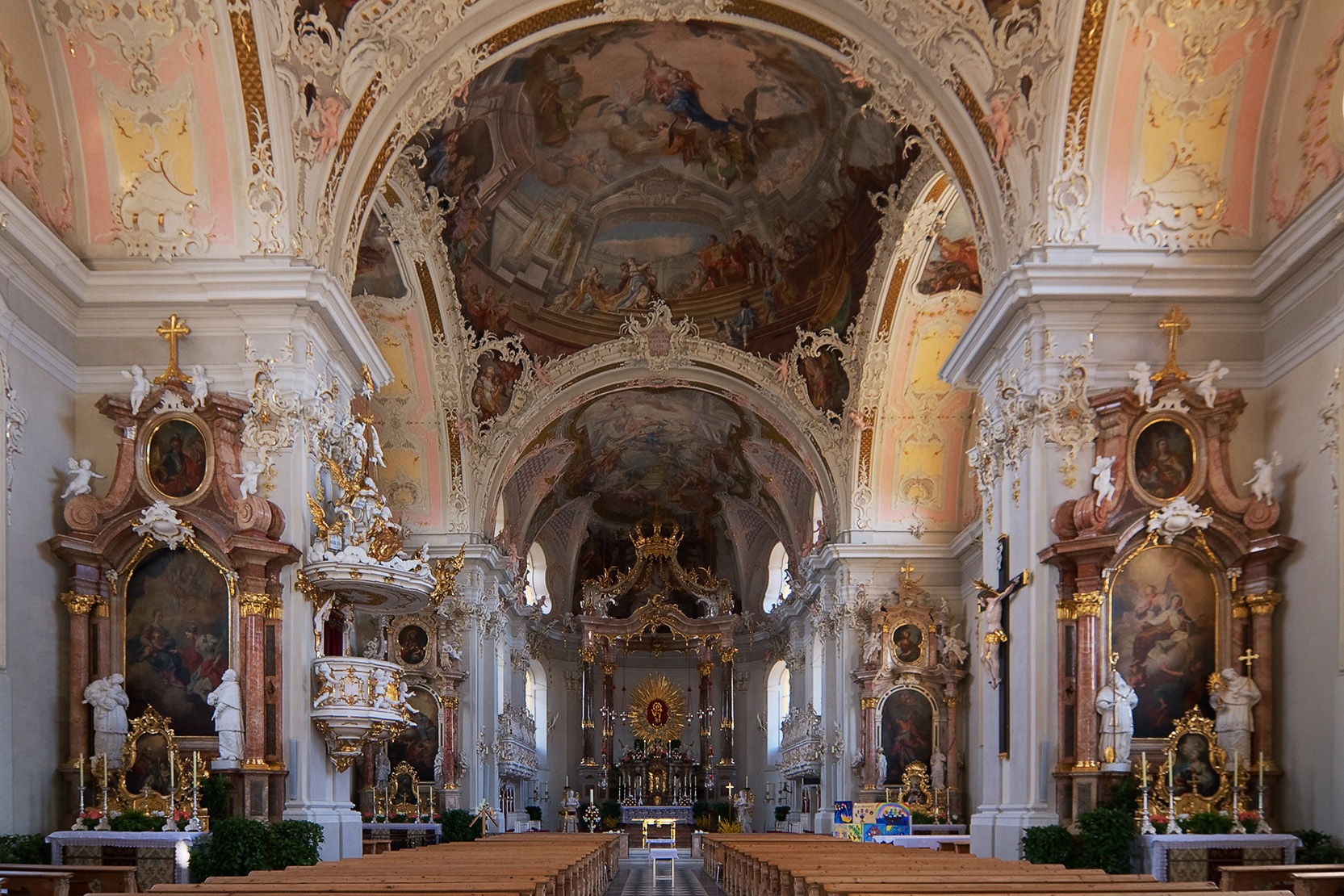